# 蘇格蘭食品標準局
蘇格蘭食品標準局（英語：Food Standards Scotland）是蘇格蘭政府的一個非內閣部門。它負責蘇格蘭的食品安全、食品標準、營養、食品標籤和肉類檢驗。蘇格蘭食品標準局根據2015年《食品法（蘇格蘭）》成立。

## 職責
蘇格蘭食品標準局的職責如下：
- 確保蘇格蘭的食品仍然可以安全食用

- 為蘇格蘭人民提供改善飲食和營養的建議

- 有效且相稱地監管蘇格蘭之食品

- 支持蘇格蘭的食品和飲料行業，包括其聲譽

- 支持蘇格蘭的食品和飲料政策

蘇格蘭食品標準局在蘇格蘭的飲食和營養政策方面發揮著作用。它還有權扣押不符合標籤規則的食品。
蘇格蘭食品標準局具有消費者保護作用：確保食品食用安全、確保消費者知道他們吃的是什麼並改善營養。蘇格蘭食品標準局的願景是在蘇格蘭打造一個有利於、保護消費者並受到消費者信任的食品和飲料環境。